# Eudochia (moglie di Giustiniano II)
Eudocia (in greco Εὐδοκία?; fl. VII secolo) è stata la prima moglie dell'imperatore Giustiniano II.

## Biografia
Poco si sa di Eudocia, se non il nome e il luogo di sepoltura nella Chiesa dei Santi Apostoli testimoniati dal De ceremoniis di Costantino VII. Si presume che fosse la sposa di Giustiniano II prima della sua deposizione e che fosse morta o avesse divorziato prima del 703, quando Giustiniano II sposò Teodora di Khazaria. 
Teofane Confessore e il Chronographikon syntomon del patriarca Niceforo I raccontano di una figlia di Giustiniano data in sposa a Tervel di Bulgaria tra il 704 e il 705. Si presume che il nome fosse "Anastasia", dal nome della nonna paterna, Anastasia. Anastasia è l'unica figlia di Eudocia e Giustiniano II. 

### Possibili discendenti
I genealogisti moderni hanno teorizzato che Eudocia e Giustiniano II abbiano potuto avere dei discendenti tra la nobiltà bulgara e bizantina. Le teorie possono essere supportate dal matrimonio della figlia Anastasia con Tervel. Tuttavia i cronisti bizantini offrono solamente una conoscenza frammentaria dei lignaggi reali bulgari e non forniscono delle descrizioni precise sulle relazioni che incorrevano tra i vari monarchi bulgari. 